# トゴン
トゴン・タイシ（モンゴル語: Тогоон тайш、中国語: 脱歓太師、英語: Toghon taishi、? - 1440年）は、15世紀中頃のオイラトの首長。トクトア・ブハ（タイスン・ハーン）を擁立し、東モンゴリアの有力者アルクタイを攻殺することによってトグス・テムルの死以来のモンゴリア統一を達成した。

## 概要

### モンゴル年代記におけるトゴン
『蒙古源流』はトゴンがバトラ丞相（マフムード）とエルベク・ハーンの娘のサムル公主との間に生まれ、幼名はバクムであったと記している。バトラ丞相はケレヌートのオゲチ・ハシハに殺されたが、オゲチ・ハシハ自身も天罰によって死んだため、その息子のエセクがオイラダイ・ハーンを擁立し、サムル公主を娶ってバクムも引き取ったという。この頃、サムル公主はオゲチ・ハシハに虐げられたのを恨みに思って後のアダイ・ハーン、アルクタイ・タイシを逃がしているが、この際にバクムはオイラトの仇敵であるモンゴルを利するような行為を責め立てている。
この後、アダイがハーンに即位するとオイラトを攻め、バクムは捕虜となったが、鍋をかぶせて召し使ったことからトゴンと名付けたという。アダイ・ハーンの下でトゴンはアルクタイやモンゴルジン部のモンケベイといった人物の敵意の中で過ごしたが、やがてサムル公主に引き取られてオイラトに帰還した。トゴンはオイラトに戻るとすぐにドルベン・オイラト（四オイラト）の代表者を招集し、ドチン・モンゴル（四十モンゴル）を攻める軍を出発させたという。

### 漢文史料への登場
漢文史料では、トゴン（脱歓）の名はその父のマフムード（馬哈木）が亡くなった頃より現れるようになる。当時、モンゴリアではアルクタイを中心とするモンゴル（明朝の言う韃靼）、順寧王マフムード（モンゴル年代記におけるバトラ丞相）・賢義王タイピン（モンゴル年代記におけるエセク）・安楽王バト・ボラドの三人に率いられるオイラト（明朝の言う瓦剌）、明朝の永楽帝が覇権を巡って争う時代であった。一時マフムードの勢力は優勢であったものの、これを警戒した永楽帝がアルクタイに協力すると形勢は逆転し、マフムードはアルクタイの攻撃に敗れ1416年に亡くなった。
マフムードの死後、トゴンがその後を継いだものの、それまでマフムードに従属的だったタイピン、バト・ボラドの二人がオイラト内の主導権を握るようになった。マフムードを失ったオイラトは勢力を衰えさせ、アルクタイ率いるモンゴルが優勢になったが、今度はアルクタイの勢力が大きくなりすぎることを恐れた永楽帝は永楽20年-21年にわたってモンゴルへの遠征を行った。これを好機と見たトゴンはアルクタイへの攻撃を始め、永楽21年（1423年）にはこれを敗り、その配下の人々・家畜を略奪した。永楽帝の死後、トゴンは益々アルクタイへの圧迫を強め、宣徳6年（1431年）の遠征によってアルクタイは本拠のフルンボイル地方より逐われ、ウリヤンハイ三衛に逃げ込んだ。

### トゴン全盛時代
この戦いと前後して、1431年頃明朝の支配下にあったトクトア・ブハが明朝の下を離れてモンゴリアに向かい、トゴンによって迎えられた。これより以前、タイピン、バト・ボラトを殺してオイラト唯一の支配者となったトゴンは自らハーンとなることを望んでいたが、「チンギス・カンの子孫以外はハーンとなれない」というチンギス統原理によって周囲の反対に遭い、これを断念せざるを得ない状況にあった。そこでトゴンはやむなくトクトア・ブハを擁立することでモンゴルの部衆の支持を得ようとし、トクトア・ブハは1433年にハーンに即位してタイスン・ハーンと称した。
タイスン・ハーンを擁立することで正当性を得たトゴンはアルクタイへの攻勢を強め、まずガハイウルンでのタイスン・ハーンとの戦いに敗れたアルクタイは南下してモナ山（現在のダルハン・ムミンガン連合旗）に逃れたが、そこでトゴンによって攻め滅ぼされた。これによってトゴンはモンゴルの大部分を制圧し、アルクタイの旧領の統治は主にタイスン・ハーンに任せられた。

### モンゴリアの統一と晩年
一方、アルクタイに擁立されたアダイ・ハーンはアラシャー地方に逃れており、そこで明朝とオイラトという二大勢力に挟まれつつなお余命を保っていた。しかし正統元年-2年（1436年-1437年）に明・オイラト双方から攻撃を受けて衰退し、正統3年（1438年）にはオイラトの攻撃によって攻め滅ぼされた。『蒙古源流』ではトゴンによるアダイ・ハーンの弑逆を詳しく記しており、トゴンとの戦いに敗れたアダイは「主のオルド（チンギス・カンの四大オルド、現在のエジンホロ旗八白室）」に逃げ込んだが、トゴンはその周りを三度めぐって何度も切りつけたという。これは罪作りな行いだと考えた周囲の者はトゴンを諫めたが、トゴンは諫言を聞かず自らハーンとなることを宣言したが、「主のオルド」を離れたところで天罰によって亡くなった、と記される。
アダイ・ハーンの死とともにトゴンが亡くなったのは『蒙古源流』の創作とされるが、ここではチンギス・カンとその子孫たるボルジギン氏を否定することがモンゴル社会では認められないということを表す逸話であると見られる。正統4年（1439年）まではトゴンによる朝貢の記録が残るが、正統5年（1440年）にはその子のエセンが使者を派遣しており、1439年-1440年頃にトゴンは亡くなったと見られる。トゴンの死後、一時的に長男のエセンと次男の間で争いが起こったようであるが、最終的にはエセンがトゴンの地位を受け継いで「タイシ（太師淮王とも）」と称した。

## オイラト・チョロース首領の家系
1. ゴーハイ太尉（Γooqai dayu）
2. バトラ丞相/順寧王マフムード（Batula čingsang／順寧王馬哈木、Maḥmūd）
3. トゴン太師（Toγon Tayisi／太師順寧王脱歓、Toγon）
4. エセン太師/エセン・ハーン（Esen Qaγan／太師淮王中書右丞相也先、Esen）
5. オシュ・テムル太師（Öštömöi dar-xan noon／瓦剌太師阿失帖木児、Öštemür）
6. ケシク・オロク（Kešiq öröq／瓦剌虜酋克失、Kešiq）